# Mariano Bogliacino
Mariano Bogliacino est un footballeur uruguayen né le 2 juin 1980 à Colonia del Sacramento.

## Carrière
- 2000-2002 : Plaza Colonia  Uruguay
- 2003 : CA Peñarol  Uruguay
- 2003-2004 : UD Las Palmas  Espagne
- 2004-2005 : Sambenedettese Calcio  Italie
- 2005-2011 : SSC Naples  Italie
  - 2010-2011 : Chievo Vérone  Italie (prêt)
- 2011-2012 : AS Bari  Italie[1]
- 2012-2015 : US Lecce  Italie
- 2015-2016 : AS Martina Franca 1947  Italie
- 2016-2019 : Plaza Colonia  Uruguay
- 2019- : Deportivo Maldonado  Uruguay